# Minette
Minette är en tvåmans segelbåt. Skrovet är byggt i plast. 

## Historia
Minetten presenterades 1969 och tillverkades av Parca Marin. Tillverkning skedde till och med 1977, 125 exemplar byggdes. 1974–1975 kom Minette III. Den byggdes av bland andra Jonsonbåtar och Fisksätra varv. Det fanns två kojer.

## Båttypen
Överbyggnaden finns i tre typer: 1) med fönster (lite högre ruff) och 2) utan fönster. 3) överbyggnad á la Maxi 68, allmänt benämnd Minette III.

## Källhänvisningar
- Sailguide Minette
- Maringuiden Nordic AB Minette